# Nazionale maschile di beach soccer di Vanuatu
La nazionale di beach soccer di Vanuatu rappresenta Vanuatu nelle competizioni internazionali di beach soccer.

## Rosa
Aggiornata a febbraio 2011

| N. |                    | Ruolo | Calciatore       |
| -- | ------------------ | ----- | ---------------- |
| 1  | Vanuatu (bandiera) | P     | Chikau Mansale   |
| 2  | Vanuatu (bandiera) | D     | Andrew Chichirua |
| 3  | Vanuatu (bandiera) | D     | Brian Kaltack    |
| 4  | Vanuatu (bandiera) | D     | Filiamy Nikiau   |
| 7  | Vanuatu (bandiera) | C     | Seimata Chilia   |
| 8  | Vanuatu (bandiera) | C     | Don Mansale      |

| N. |                    | Ruolo | Calciatore      |
| -- | ------------------ | ----- | --------------- |
| 9  | Vanuatu (bandiera) | C     | Ivong Wilson    |
| 10 | Vanuatu (bandiera) | A     | Richard Iwai    |
| 11 | Vanuatu (bandiera) | A     | Etienne Mermer  |
| 13 | Vanuatu (bandiera) | A     | François Sakama |
| 16 | Vanuatu (bandiera) | D     | Lucien Hinge    |
| 20 | Vanuatu (bandiera) | P     | Altred Mansale  |

Allenatore: Richard Iwai